# هورست بولمان
هورست بولمان كيمنا (22 مارس 1935 - 11 مارس 2025) رجل أعمال ملياردير ألماني تشيلي. كان مؤسس ورئيس مجلس إدارة سينكوسود، أكبر سلسلة متاجر تجزئة التي أنشأها في عام 1976 في تشيلي، وثالث أكبر سلسلة متاجر في أمريكا اللاتينية.
وفقًا لمجلة فوربس، اعتبارًا من يوليو 2022، قُدر صافي ثروته بمبلغ 2.3 مليار دولار أمريكي.
بعد انتقال عائلته من ألمانيا إلى جنوب تشيلي بعد الحرب العالمية الثانية، تولى بولمان إدارة مطعم عام 1957، وحوّله إلى إمبراطورية تجزئة قارية تضم متاجر سوبر ماركت ومتاجر متعددة الأقسام ومراكز تسوق. وظلّ محافظًا على لكنته الألمانية القوية حتى خلال حياته المهنية في أمريكا الجنوبية.